# Julella asema
Julella asema är en lavart som beskrevs av R. C. Harris. Julella asema ingår i släktet Julella och familjen Thelenellaceae.   Inga underarter finns listade i Catalogue of Life.